# Wildes Ding
Wildes Ding ist ein Lied von Culcha Candela. Das Lied wurde 2011 auf dem Album Flätrate veröffentlicht. Der Song hat ein Tempo von 132 BPM.

## Musikvideo und Inhalt
| Liedteil   | Künstler             |
| 1. Strophe | Mateo Jasik/Itchyban |
| Pre-Chorus | Larsito              |
| Refrain    | Mateo Jasik/Itchyban |
| 2. Strophe | Johnny Strange       |
| 3. Strophe | Mr. Reedoo           |

Das Musikvideo zeigt wie die Bandmitglieder zu dem Gesang tanzen und dabei wild werden. Dazwischen werden drei einzelne „wilde“ Frauen und die Beziehung zu diesen beschrieben. Danach setzt wieder der Refrain ein.
Die erste Frau ist ein Death-Metal-Fan, wird als Rockerbraut, die viel trinkt und bittersüß und versaut ist dargestellt. Sie wird von Mateo Jasik beschrieben, welcher zudem den Refrain singt. Die zweite Frau wird von Johnny Strange als Hippie beschrieben und sich für Dinge wie Yoga, Veganismus, Esoterik, Drogen, Reisen nach Jamaika und Meditation interessiert. Sie wird von John Magiriba Lwanga beschrieben. Die dritte Frau, beschrieben von Mr. Reedoo ist eine gut gepflegte und extravagante Studentin der Betriebswirtschaftslehre und Rechtswissenschaft aus einem reichen Haushalt. Sie verbraucht viel von dem Geld des Manns und hat sehr hohe Ansprüche und Kauflust. Am Ende des Videos werden Frauen mit Farbe bespritzt. Der Pre-Chorus wird von Larsito gesungen.

## Hintergrund
Am 14. Dezember feierte die zweite Single Radiopremiere und in den folgenden Tagen stieg sie in die Top 50 der iTunes-Charts. Nach Veröffentlichung des Albums war Wildes Ding dort schon als einziger Song eingestiegen. Am 6. Januar 2012 erschien der Titel als Single. Am 19. Dezember präsentierten sie das Cover der Single, auf der der Titel und eine Frau mit Leuchtreklameschrift dargestellt sind, auch ihr Logo ist rechts oben zu sehen. Um 12 Uhr am 21. Dezember veröffentlichte Culcha Candela das dazugehörige Video. Über Silvester schaffte es den Sprung in die Top 20 der Downloadcharts. Wildes Ding ist des Weiteren mit abgeändertem Text der Titelsong zum Dschungelcamp 2012 von RTL.

## Charts und Chartplatzierungen
| ChartsChartplatzierungen | Höchstplatzierung | Wochen |
| ------------------------ | ----------------- | ------ |
| Deutschland (GfK)        | 11 (19 Wo.)       | 19     |
| Österreich (Ö3)          | 54 (4 Wo.)        | 4      |
| Schweiz (IFPI)           | 17 (17 Wo.)       | 17     |

| ChartsJahrescharts (2012) | Platzierung |
| ------------------------- | ----------- |
| Deutschland (GfK)         | 90          |